# Maxim Molochkov
Maxim Serguéyevich Molochkov –en ruso, Максим Сергеевич Молочков– (Pskov, 3 de julio de 1988) es un deportista ruso que compite en piragüismo en la modalidad de aguas tranquilas. Ganó una medalla de plata en el Campeonato Mundial de Piragüismo de 2013, en la prueba de K1 4 × 200 m.

## Palmarés internacional
| Campeonato Mundial | Campeonato Mundial   | Campeonato Mundial | Campeonato Mundial |
| Año                | Lugar                | Medalla            | Competición        |
| ------------------ | -------------------- | ------------------ | ------------------ |
| 2013               | Duisburgo (Alemania) | Medalla de plata   | K1 4 × 200 m       |